# Imanol Mugarza
Imanol Mugarza, né le 10 juin 1970 à Mallabia,, est un coureur cycliste espagnol. Resté amateur, il est devenu champion d'Espagne sur piste à plusieurs reprises. Il a également remporté diverses courses sur route au Pays basque.

## Palmarès sur route
- 1992
  - Mémorial Gervais
  - San Martín Proba
  - 2e de la Ronde du Pays basque

## Palmarès sur piste
- 1989
  -  Champion d'Espagne de l'américaine (avec Xabier Isasa)
  - 2e du championnat d'Espagne de poursuite par équipes
- 1990
  -  Champion d'Espagne de l'américaine (avec Iñaki Aiarzagüena (en))
  -  Champion d'Espagne de poursuite par équipes
- 1991
  -  Champion d'Espagne de l'américaine (avec Iñaki Aranguren)
  - 2e du championnat d'Espagne de poursuite par équipes
- 1993
  - 2e du championnat d'Espagne de poursuite par équipes
  - 2e du championnat d'Espagne de l'américaine